# Театр Александра Духновича

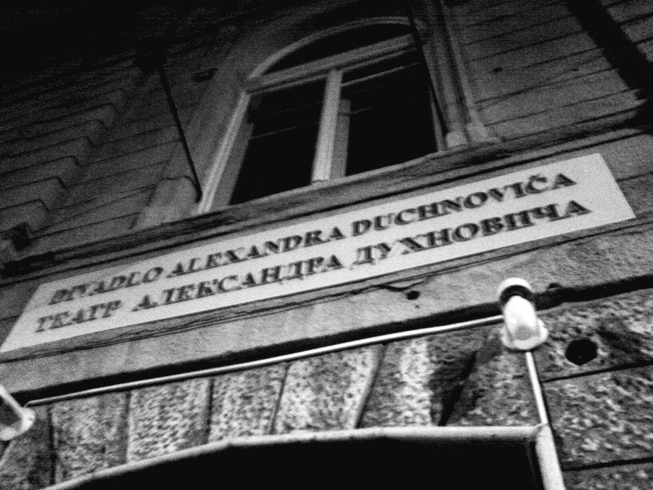

Театр Александра Духновича (русин. Tеатер Александра Духновіча, укр. Театр Олександра Духновича, словац. Divadlo Alexandra Duchnoviča) — театр, расположенный в городе Прешове. Единственный словацкий театр, в котором играют пьесы на русинском и украинском языке.
Театр Александра Духновича был основан в 1945 году как Украинский народный театр (словац. Ukrajinské národné divadlo; русины официально считались в СССР и соц. странах частью украинской нации). 
В 1990 году после падения коммунизма в Чехословакии по инициативе режиссёра В. Турока-Гетеша театр был переименован в честь русинского священника, поэта и общественного деятеля Александра Духновича. Значительная часть репертуара театра — русская классика в переводе на русинский язык. Также в репертуаре регулярно выходят новые спектакли на литературном украинском языке.